# Principina a Mare
Principina a Mare  è una frazione del comune italiano di Grosseto, in Toscana.

## Geografia fisica

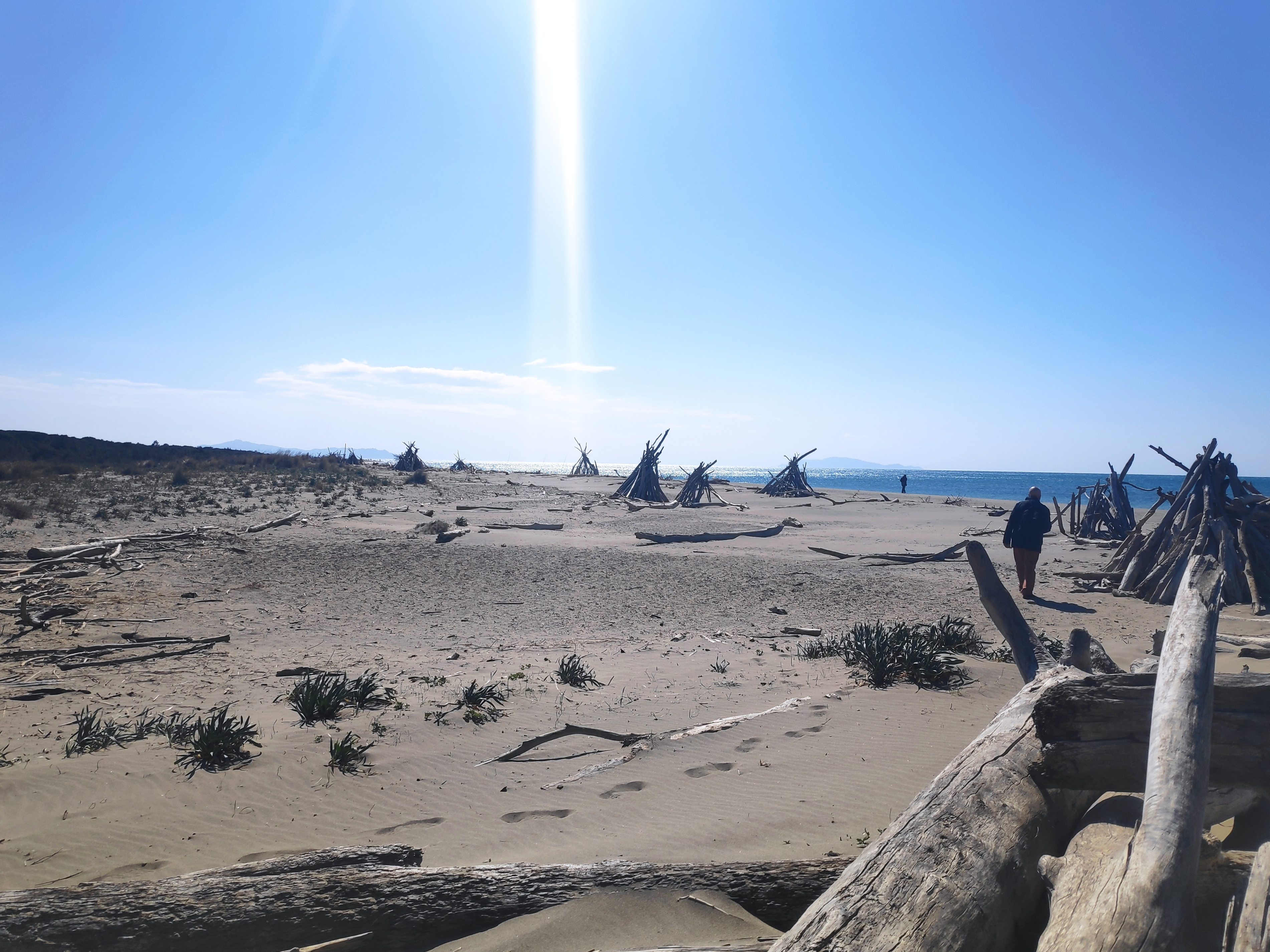
Le rinomate spiagge

Il litorale a sud di Principina a Mare si caratterizza per le classiche spiagge selvagge maremmane, che si addentrano in territori ancora paludosi verso l'Ombrone. Questa zona, denominata "Padule della Trappola", è ideale per il birdwatching, dato l'elevato numero di uccelli palustri che giungono a svernare in questa area; recentemente è stato aperto l'itinerario P1, che attraversa parte dell'area situata all'interno dei confini del Parco naturale della Maremma.
Nel periodo compreso tra maggio e giugno, anche se ultimamente possono essere sporadicamente presenti a luglio ed agosto, quest'area è soggetta a sciami di minuscoli insetti del genere Leptoconops (chiamati localmente serafiche) che pungono uomini e animali e sono in grado di scatenare violente reazioni allergiche.

## Monumenti e luoghi d'interesse

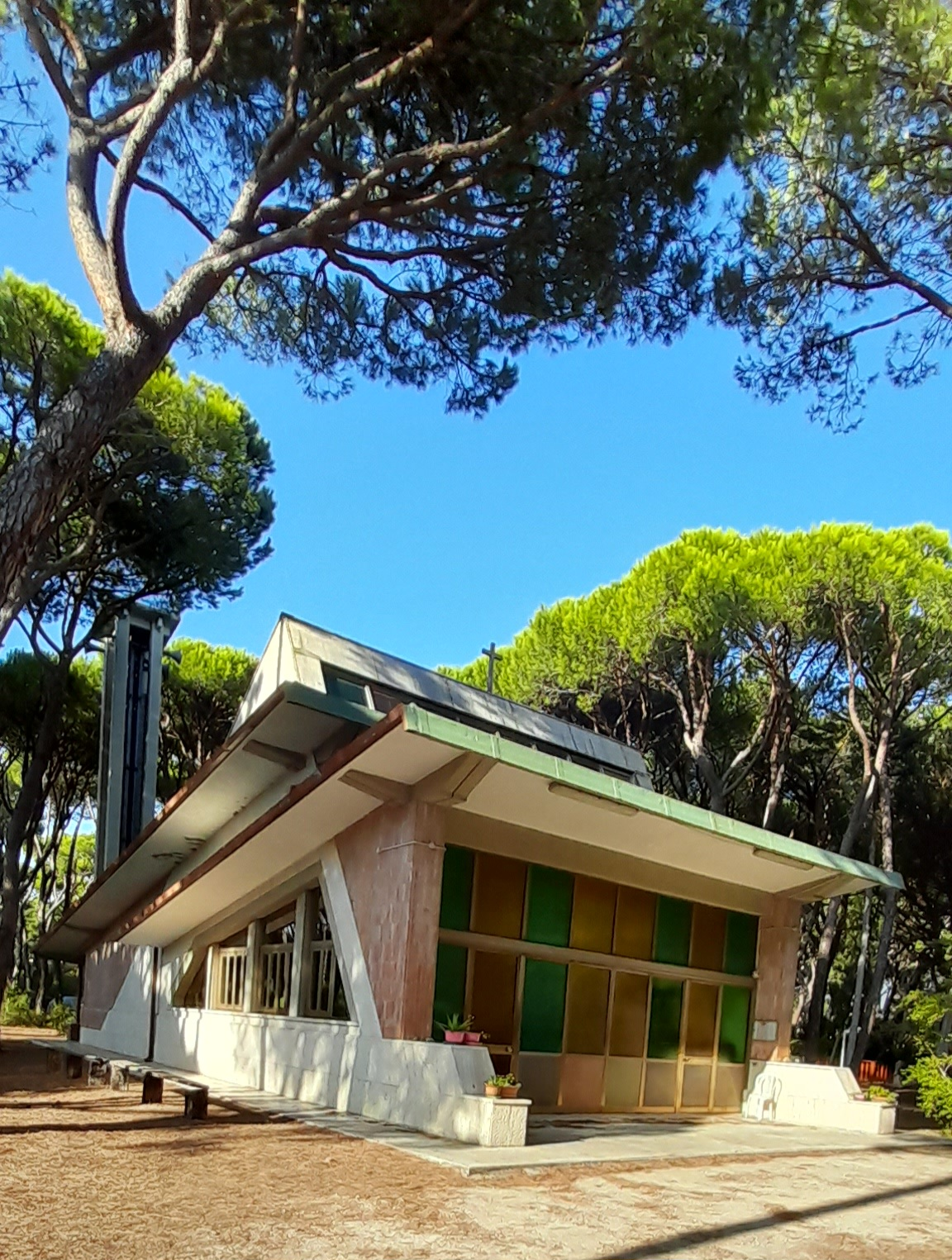
Chiesa di Santa Teresa di Lisieux

Tra i monumenti è da segnalare la torre della Trappola, antica fortificazione medievale adibita a punto di raccolta di sale nei secoli successivi, per la vicinanza ad alcune saline oramai scomparse. Non lontano, sorge anche la cappella di Santa Maria alla Trappola, mentre la cappella delle Strillaie sorge al di fuori dell'area palustre, all'interno di un podere situato nei pressi della strada della Trappola, in prossimità dell'incrocio per Principina a Mare. Della vasta tenuta della Trappola, di proprietà della famiglia Ponticelli, facevano parte alcune storiche fattorie, tra cui si ricordano la fattoria di San Carlo, la fattoria di San Mamiliano e la fattoria della Voltina.
Nella frazione si trova la moderna chiesa di Santa Teresa di Lisieux, edificata nel 1968 su progetto dell'ingegnere Leone Feroci e appartenente alla parrocchia di Marina di Grosseto.

## Società

### Evoluzione demografica
Quella che segue è l'evoluzione demografica della frazione di Principina a Mare.
| Anno | Abitanti       | Abitanti |
| Anno | Centro abitato | Frazione |
| ---- | -------------- | -------- |
| 1961 | 9              | 340      |
| 1981 | 64             | -        |
| 1991 | 114            | -        |
| 2001 | 150            | -        |
| 2011 | 134            | -        |

## Economia

### Turismo
Il centro, poco popolato in inverno, è costituito prevalentemente da case di villeggianti, hotel di alta categoria e un campeggio di categoria media. Tuttavia, la località è piuttosto frequentata per la vicinanza della foce del fiume Ombrone e del Parco naturale della Maremma.
Il maggior numero di presenze turistiche viene registrato nei mesi di luglio e agosto, con picchi massimi nelle settimane prossime al Ferragosto. Il flusso turistico prevalente proviene da regioni settentrionali, quali Lombardia e Veneto, oltre che dalla Toscana centro-orientale; rilevante è la presenza di turisti stranieri, provenienti soprattutto da Paesi Bassi, Austria, Germania e Svizzera, che però scelgono maggiormente i mesi di giugno e settembre.